# Perri 6
Perri 6 är en brittisk samhällsvetenskapsman. Han föddes som David Ashworth, men började använda namnet Perri 6 år 1983.